# Fabio Daprelà
Fabio Daprelà (Zürich, 19 februari 1991) is een Zwitsers-Italiaans voetballer die doorgaans speelt als linksback. In september 2024 verliet hij FC Zürich.

## Clubcarrière
Daprelà speelde in de jeugdopleiding van YF Juventus en stapte in 2003 over naar de jeugdopleiding van Grasshoppers. Hiervoor maakte hij op 2 februari 2008 zijn debuut in het betaald voetbal, in een wedstrijd die met 0–2 werd gewonnen bij FC Sion. Daprelà vertrok in juli 2009 naar West Ham United, waar hij een vijfjarige verbintenis ondertekende. Op 13 maart 2010 debuteerde de Zwitser er in competitieverband, tijdens een met 4–1 verloren wedstrijd uit bij Chelsea. Na één jaar vertrok Daprelà uit Engeland, dit keer naar Brescia. In zijn eerste seizoen speelde hij tien wedstrijden in de Serie A en degradeerde hij met zijn team. Het volgende seizoen in de Serie B kreeg hij een vaste basisplaats. Op 29 juli 2013 ondertekende Daprelà een driejarig contract bij Palermo, dat net gedegradeerd was naar de Serie B. Datzelfde jaar volgde een kampioenschap en de bijbehorende promotie terug naar de Serie A. In januari 2016 vertrok Daprelà naar Carpi. Na een half jaar verliet de Zwitser Carpi weer; hij ondertekende een contract bij Chievo Verona. Later die zomer werd Daprelà tijdelijk van de hand gedaan; Bari nam de vleugelverdediger op huurbasis over voor de duur van één seizoen. Na dat seizoen trok FC Lugano de verdediger transfervrij aan. In juni 2020 werd het contract van Daprelà opengebroken en verlengd tot en met het seizoen 2022/23. Na afloop van deze verbintenis tekende hij voor FC Zürich.

## Interlandcarrière
Daprelà nam met het Zwitsers olympisch voetbalelftal onder leiding van bondscoach Pierluigi Tami deel aan de Olympische Spelen van 2012 in Londen. Daar werd de ploeg in de groepsfase uitgeschakeld na een gelijkspel tegen Gabon (1–1) en nederlagen tegen Zuid-Korea (1–2) en Mexico (0–1).

## Erelijst
| Competitie    |         |         |         |         |
| Competitie    | Aantal  | Jaren   |         |         |
| Palermo       | Palermo | Palermo | Palermo | Palermo |
| ------------- | ------- | ------- | ------- | ------- |
| Serie B       | 1       | 2013/14 |         |         |
| FC Lugano     |         |         |         |         |
| Schweizer Cup | 1       | 2021/22 |         |         |